# Stecherwand
Die Stecherwand ist eine 800 Meter hohe Geländestufe in der Mountaineer Range im ostantarktischen Viktorialand, die sich am Nordostrand des Parker-Gletschers über 5 km erstreckt. Sie wurde nach Robert Stecher (1959–1993) benannt, der Bergführer bei einer GANOVEX-Expedition war (laut Composite Gazetteer of Antarctica GANOVEX VIII (1999/2000), also vermutlich Nr. VII).
Der Deutsche Landesausschuss für das Scientific Committee on Antarctic Research (SCAR) und für das International Arctic Science Committee (ISAC) nahm den Namensvorschlag der Bundesanstalt für Geowissenschaften und Rohstoffe (BGR) am 17./18. Juni 1999 an.